# Szuszlonger
Szuszlonger (oroszul: Суслонгер) városi jellegű település Oroszországban, Mariföldön, a Zvenyigovói járásban.
Lakossága: 3161 fő (a 2010. évi népszámláláskor).

## Fekvése
Joskar-Olától kb. 45 km-re délre, Zvenyigovo járási székhelytől 50 km-re északkeletre terül el, az R-175 (oroszul: P-175) jelű országút mentén. Vasútállomás a Zelenodolszk–Joskar-Ola–Jaranszk vasútvonalon.

## Története
A vasútvonalon 1927-ben indult meg a közlekedés, Szuszlonger ezt követően, fakitermelő településként keletkezett. Vasútállomásáról indult ki az erdőgazdaság kezelésében lévő ipari vasút, amely az erdőben szétszórt kistelepüléseket kötötte össze és a kivágott fa elszállítására szolgált. Egyes szakaszai még a 20. század végén is használatban voltak. A fakitermelésen és a pályaépítésen kezdetben foglyok dolgoztak, később a köztársaság különböző részeiből érkeztek munkások.
A világháború idején a körzetben tartalékosok katonai egységei állomásoztak és kiképzőtáborok működtek. 1942-ben több települést Szuszlongerhez csatoltak, tíz évvel később többségüket újra leválasztották. 
1962-ben autógumijavító üzem építése kezdődött, később külön üzemet létesítettek gumicipők gyártására. Az 1970-es évek első felében nagy iparvállalat épült: 1978-ban fára és fahulladékra alapozott hidrolízisüzemet helyeztek üzembe, ahol főként takarmányélesztő gyártását kezdték meg. A körzetben hidrolízisipari központot terveztek kialakítani (Volzsszkban is épült hasonló üzem). Hamarosan azonban a kereslet csökkent, a vállalat nem tudott profilt váltani és 1996-ban bezárt. Bár a faipari ágazat továbbra is fennmaradt, a 21. század legelején alig maradt munkalehetőség, a település lakossága gyorsan fogyott.  